# Distretto di Yangi Qala
Il distretto di Yangi Qala è un distretto dell'Afghanistan appartenente alla provincia del Takhar.